# 沼蛇尾科
沼蛇尾科（学名：Amphilimnidae）是阳遂足目下的一个科。

## 下属分类
本科包括以下属：
- 沼蛇尾属 Amphilimna Verrill, 1899
- Astrosombra Thuy, Gale & Numberger-Thuy, 2019